# Artur Dębski
Artur Dębski (ur. 26 grudnia 1969 w Siestrzeni) – polski przedsiębiorca, polityk, poseł na Sejm VII kadencji.

## Życiorys
Urodził się w biednej rodzinie, wychowywała go babka pracująca w PGR Siestrzeń. Ukończył liceum ogólnokształcące, a w 2015 obronił licencjat z zakresu stosunków międzynarodowych w Uczelni Techniczno-Handlowej im. Heleny Chodkowskiej.
Od lat 80. handlował ubraniami i tanimi towarami na Bazarze Różyckiego, a potem na Stadionie Dziesięciolecia. W 1994 zaczął prowadzić własną działalność gospodarczą, specjalizując się w zakresie obrotu towarowego z krajami azjatyckimi. W latach 2009–2010 był członkiem Stronnictwa Demokratycznego, zasiadał w zarządzie tej partii w powiecie piaseczyńskim. Wszedł w skład władz Piaseczyńskiego Klubu Rozwoju, bez powodzenia kandydował z jego ramienia w wyborach samorządowych w 2010.
W maju 2011 prokurator Prokuratury Rejonowej w Pruszkowie przedstawił mu zarzut złamania ustawy o własności przemysłowej, co miało związek z zabezpieczeniem przez funkcjonariuszy policji w kilka miesięcy wcześniej podrabianych towarów o wartości 3,5 mln zł w firmie Portfex, której był wówczas współwłaścicielem.
Artur Dębski zaangażował się w działalność organizacji tworzonych przez Janusza Palikota, w 2011 został wiceprzewodniczącym zarządu krajowego Ruchu Palikota. W wyborach parlamentarnych w tym samym roku uzyskał mandat poselski, kandydując z 1. miejsca na liście tej partii w okręgu podwarszawskim i otrzymując 15 269 głosów. W Sejmie VII kadencji został członkiem Komisji do spraw Służb Specjalnych. W 2013, po przekształceniu Ruchu Palikota w partię Twój Ruch, zasiadł w zarządzie nowej formacji. W wyborach do Parlamentu Europejskiego w 2014 bezskutecznie ubiegał się o mandat w okręgu Warszawa I, uzyskując 1019 głosów. 26 września tego samego roku wraz z grupą posłów opuścił Twój Ruch. Tydzień później współtworzył koło poselskie Bezpieczeństwo i Gospodarka, którego był przewodniczącym. 18 grudnia tego samego roku przeszedł wraz z częścią posłów BiG do klubu Polskiego Stronnictwa Ludowego. W wyborach w 2015 nie uzyskał poselskiej reelekcji (otrzymał 341 głosów).

## Życie prywatne
Był żonaty z Kingą. W 2015 zawarł związek małżeński z młodszą o 23 lata Weroniką.